# Chapelle Notre-Dame-de-Pitié de Galey
Pour les articles homonymes, voir Chapelle Notre-Dame-de-Pitié.
La chapelle Notre-Dame-de-Pitié de Galey également dénommée chapelle du Calvaire est une église du XVIIe siècle située en limite du village de Galey, dans le département de l'Ariège, en France.

## Localisation
Elle est à l'ouest du village au lieudit Le Calvaire à 880 m d'altitude. Un chemin de croix du XVIIe siècle avec cinq stations dont les tableaux ont été restaurés en 2016, conduit de l'église Saint-Pierre au cœur du village à la chapelle.

## Mobilier
Un tableau représentant la Descente de croix, dans un retable est classé au titre d'objet et inventorié dans la base Palissy.

## Valorisation du patrimoine
L'association Galey Patrimoine veille sur le patrimoine architectural et mobilier de la commune et mobilise des moyens pour son entretien.